# Lipocarpha crassicuspis
Lipocarpha crassicuspis là loài thực vật có hoa trong họ Cói. Loài này được (J.Raynal) Goetgh. mô tả khoa học đầu tiên năm 1989.